# Arthur Luna
Arthur Luna é um engenheiro de áudio brasileiro, especializado em gravação e mixagem de som. Em 15 de novembro de 2018, Luna ganhou o Latin Grammy por ter efetuado a gravação sonora do disco Amor e Música de Maria Rita.

## Biografia
Arthur Luna nasceu no Rio de Janeiro, e desde jovem tinha certeza que acabaria trabalhando com música, tendo como infuências o avô e seu pai. Os primeiros trabalhos de Luna foram realizados em casa, onde finalizava projetos de bandas de baixíssimo orçamento com poucos recursos e equipamentos. Depois de um tempo, conseguiu se tornar assistente do engenheiro Luiz Carlos T. Reis, no estúdio profissional Cia dos Técnicos, em gravações expressivas, como uma base de um samba enredo, realizada na casa.
Luna conta que o seu pai William Luna Jr e o próprio Luiz Carlos foram alguns dos muitos técnicos que contribuíram para sua formação. Em 2012, a fim de aprimorar tudo o que lhe foi ensinado, Luna deixou o Rio de Janeiro para estudar numa universidade especializada em áudio do exterior, a Full Sail. De acordo com Luna, a experiência no exterior foi satisfatória, sendo que os equipamentos e o método de ensino da faculdade Full Sail são bons. Lá, inclusive, teve a oportunidade de conhecer o engenheiro de áudio Bruce Swedien, responsável por Thriller de Michael Jackson, e outros clássicos da música Pop.
Em 2017, Luna foi responsável pela engenharia de gravação e mixagem da música Tocarte de Gilberto Gil, Nando Reis e Gal Costa.
Em 2024, Arthur Luna foi o responsável pela mixagem da música "Labirinto" do produtor musical Ariel Donato com as vozes da cantora e compositora Marina Sena e do MC Cabelinho.

## Equipamentos
- Microfone preferido: Neumann U87, pela versatilidade e nitidez.

- Monitores de referência: Yamaha NS-10

- Plataforma de gravação: Pro Tools, pelas ferramentas oferecidas e pela sua forte utilização no mercado musical.

- Plug-in preferido: Echoboy

- Console de mixagem: SSL 4000 G+

- Processadores externos: Lexicon 480 L

## Prêmios
- Latin Grammy 2018 - Melhor Álbum de Samba/Pagode - Amor e Música

## Discos, Singles e DVDs
| Ano  | Artista     | Álbum                              | Atuação               |
| ---- | ----------- | ---------------------------------- | --------------------- |
| 2012 | Tim Maia    | "Racional Vol. 3" (Abril Coleções) | Mixagem               |
| 2015 | 3030        | "Entre a Carne e a Alma"           | Mixagem               |
| 2016 | BK'         | "Castelos & Ruínas"                | Mixagem, Masterização |
| 2016 | Djonga      | "Heresia"                          | Mixagem               |
| 2018 | Djonga      | "O Menino Que Queria Ser Deus"     | Mixagem               |
| 2018 | BK'         | "Gigantes"                         | Mixagem               |
| 2018 | Maria Rita  | "Amor E Música"                    | Gravação              |
| 2019 | Hot e Oreia | "Rap de Massagem"                  | Masterização          |
| 2019 | Djonga      | "Ladrão"                           | Mixagem               |
| 2020 | Djonga      | "Historias da Minha Área"          | Mixagem, Masterização |
| 2020 | BK'         | "O Líder em Movimento"             | Gravação, Mixagem     |

| Ano  | Artista                                 | Single      | Atuação |
| ---- | --------------------------------------- | ----------- | ------- |
| 2024 | Ariel Donato, Marina Sena, MC Cabelinho | "Labirinto" | Mixagem |